# 虞銘新

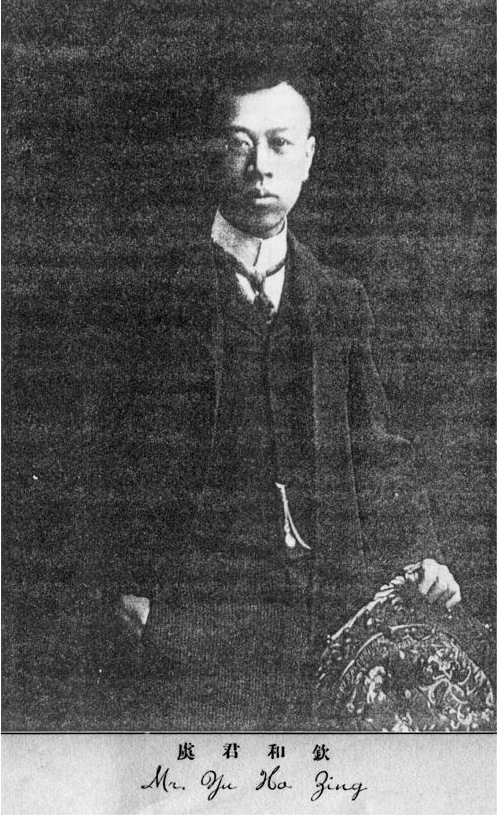
虞君和欽

虞銘新（1879年12月11日—1944年8月12日），名和欽，字自勳，諱銘新，家居柴橋，名其居曰「蒔薰精舍」，故人稱蒔薰先生。浙江省镇海縣（今属宁波市）人，清朝及中华民国政府官员，化学家。

## 生平[1]
虞銘新生于清光緒五年（1879年）己卯十月二十八日（12月11日）子時。早年入清華學校，後留学日本，毕业于日本东京帝国大学。1908年归国，授格致科进士，翰林院检讨，此后曾任学部图书局理科总编纂、顺天高等学校及京师优级师范学堂教员、资政院硕学通儒候补议员。
中华民国成立后，他曾任北京政府教育部主事、视学、编审员。1917年9月，他任山西教育厅厅长，1923年2月去职。此后他任陆军检阅使署秘书。1926年1月，他任京兆教育厅厅长，1928年去职。 他还曾任京绥铁路货捐局总办兼绥远货捐分局局长。
晚年，他开设开明灯泡厂和葡萄酒厂。他还曾经和钟观光等人从事科学研究，并创办《科学世界》，任主笔。
中華民國三十三年（1944年）八月十二日上海節約時鐘下午零時五十三分，卒於滬寓，享年六十有六。

## 著作
- 和钦全集